# Liviu Olah
Liviu Olah (n. 30 mai 1934, Oradea – d. 4 iulie 2008, Los Angeles) a fost unul dintre cei mai cunoscuți pastori și evangheliști baptiști români ai secolului XX. De numele său se leagă mișcarea de redeșteptare spirituală care a avut loc în anii ’70 în câteva orașe din vestul României, Timișoara, Arad, Oradea. Anii săi de slujire în Biserica Baptistă nr. 2 din Oradea (astăzi, Biserica Baptistă Emanuel) corespund cu anii de creștere explozivă a acestei biserici, ea fiind astăzi a doua biserică baptistă din Europa, ca mărime.

## Biografie

#### Anii de formare
S-a născut la Oradea, în familia  lui Dumitru și a Veturiei Olah, ambii creștini baptiști. La doar 13 ani, Liviu Olah a trăit experiența convertirii creștine și a început o relație personală intensă cu Dumnezeu. Aici am putea găsi explicația pentru atenția deosebită pe care a acordat-o de-a lungul lucrării duhovnicești de pastor și evanghelist copiilor și tinerilor. Știa că o convertire spirituală timpurie putea canaliza orice tânăr spre o dedicare adâncă pentru slujirea lui Dumnezeu și a semenilor.
Între 1952 și 1957 a urmat și absolvit Facultatea de Drept din București, timp în care a frecventat una dintre bisericile baptiste ale Capitalei, Biserica Baptistă Golgota, atașându-se de pastorul pentru tineri al acesteia, Nechifor Marcu, un tânăr plin de înflăcărare și devotament pentru Dumnezeu. Prietenia cu acesta avea să-și pună amprenta pe viziunea lui Liviu Olah cu privire la mântuirea celor pierduți spiritual și, mai cu seamă, asupra nevoii de rugăciune a credincioșilor și a bisericilor. Alte mărturii relevă faptul că Jean Staneschi, pastorul principal al acestei biserici, ar fi tradus în acea perioadă o carte a lui Oswald J. Smith, Jarul dragostei mântuitoare, iar lectura acestei cărți l-ar fi marcat profund pe tânărul student Olah.
Între 1957 și 1960 a urmat cursurile Seminarului Teologic Baptist din București, pe care însă nu l-a absolvit. Liviu Olah a fost discret și a păstrat pentru sine motivele reale pentru care n-a finalizat studiile la seminarul teologic. În lumina documentelor din dosarele fostei Securități scoase recent la iveală, faptul s-a datorat verticalității pe care Liviu Olah a arătat-o în relațiile cu autoritățile și structurile statului comunist.
În perioada de practică de vară a anului 1958, cerută de seminarul teologic, a cunoscut-o pe Eugenia Lupescu, cu care căsătorește în anul 1960. În februarie 1966, vine pe lume singurul copil al familiei, o fetiță, Teodora Diana. 

#### Începuturile lucrării pastorale. Adversități
Petru Popovici, pastor în acea vreme al Bisericii Baptiste nr. 1 din Timișoara, l-a invitat în perioadele de practică din timpul studiilor teologice la biserica pe care o slujea și de care s-a atașat mult. Biserica l-a propus în 1965 ca pastor în locul lui Petru Popovici, care urma să plece în S.U.A., însă conducerea baptistă teritorială nu a fost multă vreme de acord cu propunerea bisericii.
Deși avea pregătire superioară juridică, Liviu Olah s-a angajat în diverse slujbe: muncitor, merceolog, funcționar, timp în care, ca membru al bisericii baptiste aflate pe strada Odobescu din Timișoara, lucra pentru Dumnezeu, mai ales cu tinerii care îl îndrăgeau foarte tare. Într-o scrisoare din 1965, adresată unui prieten din Galați, scrisoare interceptată de organele de Securitate, Liviu Olah își mărturisește bucuria pentru starea spirituală din biserica în care-L slujea pe Dumnezeu: „mă bucur de progresul Evangheliei din biserica noastră, de afluența de sinceri căutători după salvarea sufletească. Mă bucur și pentru că sunt frați și surori care fac din Hristos ideal de viață, iar din rugăciune o armă, prin care imploră asupra tuturor fraților și a vizitatorilor multă putere de sus.” Avusese profesii care solicitau munca brută – în construcții, ca zugrav etc – și care nu necesitau un program fix, tocmai pentru a putea participa la viața bisericii nestingherit. Evita astfel să intre sub incidența legii cu privire la parazitism.
Liviu Olah s-a dovedit a fi un om al rugăciunii. Era o prezență electrizantă, polarizând mulțimile de oameni în jurul lui, în special pe cei tineri, nu predici sau expuneri orale foarte elaborate sau senzaționale, ci mai ales pentru că făcea mereu apel la întoarcerea la practicile bisericii creștine din primul veac: rugăciunea, postul, viețuirea în puterea Duhului Sfânt printr-o continuă consacrare și purificare spirituală.
De-abia în 1968 Liviu Olah este ordinat ca pastor al Bisericii Baptiste nr.1 din Timișoara. Deși a slujit doar trei ani și jumătate ca pastor aici, biserica a crescut numeric, nouăzeci de noi membri adăugându-se celor existenți. Foarte curând avea să i se reproșeze faptul că numeroasele botezuri pe care le făcea ignorau obligația de a avea aprobarea autorităților pentru fiecare dintre cei botezați. Speriate de numărul mare de convertiri, autoritățile, cu sprijinul conducerii cultului, l-au transferat în mod abuziv în cercul pastoral Făget/Sintești, apoi la Jimbolia, Bobda, Beregsău. La scurt timp i-a fost retras carnetul de păstor, dar nimeni nu i-a putut stinge pasiunea pentru rugăciune și pentru salvarea celor păcătoși de sub osânda păcatului. Deși nu s-a mai bucurat prea curând de recunoșterea autorităților, bisericile pe care le-a slujit și-au asumat riscul de a solicita aprobarea alegerii sale ca păstor.

#### Mișcarea de trezire spirituală de la Oradea
În 1973 acceptă invitația de a sluji ca păstor al Bisericii Baptiste nr. 2 din Oradea. Înfricoșat de un atac de cord pe care-l suferise, Nicolae Covaci, păstor pe atunci al acestei biserici și președinte al Cultului Baptist, a insistat la autorități ca să-l accepte pe Liviu Olah ca al doilea păstor al bisericii. 
Deîndată ce și-a început activitatea aici, Liviu Olah a chemat credincioșii la pocăință și rededicare pentru Dumnezeu. Pocăința, abandonarea stilului „căldicel” de viață duhovnicească, rugăciunea stăruitoare, citirea intensivă a Bibliei, evanghelizarea personală au penetrar viața membrilor congregației și au generat o efervescență spirituală fără precedent. 
Cunoscut ca om al rugăciunii, Liviu Olah a cerut bisericii să-l sprijine în mod direct prin rugăciune, a învățat biserica să practice rugăciunea stăruitoare. Caracterul de om integru și smerit a molipsit comunitatea locală; credința aprinsă în pocăința zilnică, în invocarea consecventă a jertfei purificatoare a Mântuitorului și îndemnurile insistente adresate bisericii de a se pocăi au dat rezultate. Mulți enoriași au renunțat total la băutură – o mare problemă a bisericii la acea vreme – sau la alte practici păcătoase care Îl dezonorau pe Dumnezeu. 
Fiind un evanghelist pur-sânge, mistuit de dorința de a salva sufletele pierdute din mâna celui rău, a transmis prin puterea exemplului această pasiune bisericii pe care o păstorea. 
Rezultatele nu au întârziat să apară. Convertirile erau tot mai frecvente și, odată cu ele, și botezurile erau din ce în ce mai dese și cu tot mai multe persoane. Cel mai mare botez din istoria baptiștilor din România datează din perioada în care Liviu Olah a fost pastor la Oradea, cu acea ocazie 149 de persoane și-au mărturisit credința în Isus Hristos.
În doi ani și jumătate cât a fost pastor la Oradea, Liviu Olah a fost urmărit permanent de organele Securității care și-au infiltrat sau au racolat oameni chiar în cercurile cele mai apropiate de cunoscuți și colaboratori. Au fost folosite toate metodele specifice „muncii informative”: interceptarea corespondenței, ascultarea convorbirilor telefonice, instalarea „tehnicii operative”, supravegherea continuă cu agenți, lansarea de zvonuri, acțiuni de „influențare pozitivă” etc. Dosarele întocmite de fosta Securitate acestui proeminent slujitor al bisericii baptiste arată cât se poate de limpede că se urmărea discreditarea și chiar eliminarea sa.
După episodul Oradea, încheiat prin refuzul autorităților comuniste de a aproba un botez public în râul Criș, i s-a retras din nou carnetul de păstor, și după câteva luni, la sfârșitul anului 1975, a fost chemat ca pastor de o biserică baptistă din cartierul arădean Bujac, nerecunoscută oficial. Aici Liviu Olah a slujit ca păstor fără legitimație oficială 
și a avut parte atât de bucuria sufletească a slujirii rodnice, cât și de șicanările și amenințările autorităților.
A sfidat permanent autoritățile comuniste, ținându-le la distanță și tratându‑le cu răceală, nerecunoscându-le dreptul de a se amesteca în viața personală sau a bisericilor pe care le păstorea. În confruntarea cu acestea a fost mai degrabă tăcut, apelând la ajutorul lui Dumnezeu și așteptând de la El rezolvarea dificultăților pe care le întâmpina.

#### Plecarea din România
În acest climat ostil, în 1978, Liviu Olah decide, împreună cu soția și fiica sa, să plece definitiv în Statele Unite, alegând să-și pună familia la adăpost de amenințările Securității, care, de altfel, nu doar că a permis plecarea, dar chiar a salutat-o.
Astfel, se stabilește la Detroit, unde păstorește timp de doi ani biserica baptistă română. Următorii doi ani și-i petrece la Dallas, Texas, timp în care își definitivează studiile telogice, obținând licența în teologie la Criswell Biblical Studies Center.
În 1984, este invitat de Petru Popovici, același pastor cu care colaborase și în Timișoara, să i se alăture ca pastor al Bisericii Baptiste Române din Bellflower, California, biserică pe care a iubit-o și a slujit-o până la ieșirea la pensie și căreia s-a străduit să-i transmită pasiunea sa pentru rugăciune și sfințire. Le repeta tinerilor o frază în care se ascundea un principiu serios de viață creștină: cine nu misionează, demisionează!
Participă,  în anii 1985 și 1988, la campanii evanghelistice în Australia, iar în 1989 participă la un tur evanghelistic prin Europa (Germania, Franța și Austria).
Tot în 1989 își obține masterul în teologie la California Graduate School of Theology.

#### Anii din urmă
După 1990 a vizitat de mai multe ori România, exprimându-și mulțumirea față de Dumnezeu care a răspuns rugăciunilor sale. A predicat în multe biserici și în spații publice din România și din Republica Moldova.
După o lungă suferință a decedat pe 4 iulie 2008 la Los Angeles.

## Concluzie
Liviu Olah rămâne în amintirea tuturor nu doar ca un om al rugăciunii, nu doar ca un predicator și un evanghelist înflăcărat, ci și ca un spirit profetic. În vremea în care creștinii nu aveau voie să se întâlnească nici măcar în propriile biserici după cum doreau, el îi îndemna pe credincioși să se roage pentru ca Evanghelia să se poată predica și în România pe stadioane și arene, la posturile de radio și de televiziune. El se ruga și îi îndemna și pe cei din jurul său să se roage ca Dumnezeu să aducă vremea unei mari treziri spirituale, când Evanghelia să se predice în orice loc, iar flăcările credinței creștine să atingă orice casă, orice neînsemnat cătun, orice oraș, să cuprindă toată România și lumea întreagă.